# Cirrhophanus pretiosa
Cirrhophanus pretiosa là một loài bướm đêm thuộc họ Noctuidae. Nó được tìm thấy ở Bắc Mỹ, bao gồm Texas, Oklahoma và Florida.
Hiện tại nó được coi là đồng nghĩa của Cirrhophanus triangulifer for some time, but was elevated from synonymy by Poole năm 1995.